# ماري كيد
ماري كيد (بالألمانية: Mary Kid )‏ (و. 1901 – 1988 م) هي ممثلة مسرحية، وممثلة أفلام ألمانية، ولدت في هامبورغ، توفيت في هامبورغ، عن عمر يناهز 87 عاماً.

## وصلات خارجية
- ماري كيد على موقع IMDb (الإنجليزية)
- ماري كيد على موقع قاعدة بيانات الفيلم (الإنجليزية)
- ماري كيد على موقع كينوبويسك (الروسية)

- ماري كيد في قاعدة بيانات الأفلام على الإنترنت